# 克里斯托弗·杜普兰蒂
克里斯托弗·杜普兰蒂（英語：Christopher Duplanty，1965年10月21日—），美国男子水球运动员。他曾代表美国国家队参加1988年、1992年和1996年夏季奥林匹克运动会水球比赛，其中1988年奥运会获得一枚银牌。